# Шмелёнки
Шмелёнки — деревня в Раменском муниципальном районе Московской области. Входит в состав сельское поселение Вялковское. Население — 284 чел. (2010).

## Название
В XVII веке упоминается как Шмелёво, с конца XVIII века — Шмелёнки.
Название связано с некалендарным личным именем Шмель.

## География
Деревня Шмелёнки расположена в северной части Раменского района, примерно в 8 км к северо-западу от города Раменское. Высота над уровнем моря 134 м. В деревне 10 улиц и 1 тупик. Ближайший населённый пункт — деревня Хрипань.

## История
В 1926 году деревня входила в Хрипаньковский сельсовет Быковской волости Бронницкого уезда Московской губернии.
С 1929 года — населённый пункт в составе Раменского района Московского округа Московской области.
До муниципальной реформы 2006 года Шмелёнки входили в состав Вялковского сельского округа Раменского района.

## Население
| 1926 | 2002 | 2010 |
| ---- | ---- | ---- |
| 158  | ↘138 | ↗284 |

В 1926 году в деревне проживало 158 человек (70 мужчин, 88 женщин), насчитывалось 32 крестьянских хозяйства. По переписи 2002 года — 138 человек (85 мужчин, 53 женщины).